# プラプッタバート郡
座標: 北緯14度43分40秒 東経100度47分33秒 / 北緯14.72778度 東経100.79250度
プラプッタバート郡（プラプッタバートぐん、タイ語: อำเภอ พระพุทธบาท ）はタイ中部・サラブリー県にある郡（アムプー）である。

## 名称
17世紀初頭に建立された寺院、ワット・プラプッタバートにあやかって名付けられた。

## 地理
サラブリー県の西部に位置し、北はロッブリー県ムアンロッブリー郡およびパッタナーニコム郡に接する。ほぼ平野であるが、中央に位置する鉱山で石灰石が産出される。

## 経済
主産業は農業、他に石灰石採掘およびセメント製造。
- サイアム・セメント カオウォン工場
- アジアセメント（ปูนซีเมนต์เอเซีย（タイ語版））

## 交通
道路
パホンヨーティン通り、国道21号
鉄道
過去に、郡中心部のタムボン・クンコローンと南方のアユタヤ県タールア郡を結ぶ民営鉄道（タイ語版記事）が存在した。路線跡は国道3022号線に転用されている。
東側の郡境より2kmほど先にタイ国有鉄道ノーンドーン駅があるが、郡内に北本線の線路は敷かれていない。

## 寺院
- ワット・プラプッタバート - 郡のシンボルにしてサラブリー県を代表する寺院。
- ワット・タムクラボーク - 麻薬依存症治療やモン族難民の支援活動で有名。Wat_Tham_Krabok（英語版）も参照。
- ワット・カオウォン（ワット・タープラ・ナーラーイ） - วัดเขาวง（タイ語版）を参照。ナーラーイ洞窟にはタイ文字成立以前のものとされるモン文字の碑文が刻まれている[1]。